# Оборона Комаягуа
Оборона Комаягуа — оборона гондураської столиці, яка відбулася після того, як у жовтні 1826 року президент Федеративної Республіки Центральної Америки Мануель Арсе розпустив Конгрес і Сенат, намагаючись встановити централістську або унітарну систему шляхом союзу з консерваторами, з цієї причини він залишився без підтримки своєї партії, лібералів, серед яких був президент Гондурасу Діонісіо де Еррера. Після невдалого замаху на Ерреру, Арсе відправляє генерала Хосе Міллу з військом 2-й центральноамериканський федеральний батальйон чисельності приблизно 1500 вояків, щоб відсторонити законного президента від влади. Той підходить до столиці Гондурасу Комаягуа 4 квітня і бере її в облогу, яка тривала 36 днів. Врешті федеральним військам вдалося прорватися в місто та захопити Діонісіо де Ерреа в полон, і наступні 2 роки він пробув ув'язненим у Гватемалі.

## Передісторія
В 1825 на перших виборах в історії Федеративної Республіки Центральної Америки переміг генерал Мануель Хосе де Арсе і Фагоага, який висунувся на них від ліберальної партії.
Однак дуже швидко новообраний президент попав під вплив консерваторів і почав впроваджувати в державі унітаризм, в жовтні 1826 розпустивши конгрес і сенат. Це несподобалося ліберальним президентам Гватемали, Сальвадру і Гондурасу. Тоді Арсе за підтримки впливового клану Айченіна скинув президента Гватемали Хуана Буррундіа, і замість нього посадив Маріано де Айченіна. Він також спробував відсторонити президента Сальвадору Маріано Прадо і президента Гондурасу Діонісіо Ерерра: першого військового шлахом, а другого оголосивши про нові вибори в Гондурасі. Однак Діонісіо Ерерра відмовився провести їх, оскільки термін його президентства закінчувався в вересні. Тоді противники Діонісіо організували замах на нього, який закінчився невдало, після цього Мануель Арсе відправив генерала Хосе Міллу в супроводі 1500 солдат щоб той скинув Еррера.

## Оборона Комаягуа
4 квітня 1827 року Мілла був на відстані 60 льє від столиці штату Комаягуа, яку підполковник Хусто Мілла побачив з гірського хребта, «Лос-Льянос-де-Санта-Роса» розташоване в долині колоніальне місто Комаягуа. Тоді Мілла закріпився зі своїми військами в церкві Сан-Себастьян і наказав закрити головні під'їзні шляхи і наказав взяти в облогу місто.
Командувачем армії Гондурасу і вірним Діонісіо де Еррері був полковник Антоніо Фернандес, який, отримавши попередження про те, що ворог оточує місто, наказав укріпити площу та захистити штаб. Мілла наказав взяти в облогу столицю  .
Більшість солдатів Мілли — гватемальці — підпалили і пограбували деякі будинки в Комаягуа, які не охоронялися.
Сам Мілла наказав наступати і без перерви вступив у бій з гондураськими військами під сильним вогнем. Після 36 днів облоги, через нестачу в місті харчів і води, боєприпасів, а голод і втома охопили мирних жителів і погано підготовлених солдатів.
Дата, коли полковник Антоніо Фернандес здався ворогу, який облягав, настала 9 травня 1827 року. Фернандес був присутній на зустрічі з Міллою та капітулював у капітуляції Гондурасу з проханням зберегти свої військові позиції та дозволу Еррері здатися як військовополонений. Тим часом армія загарбників розшукала і взяла в полон самого Ерреру.

## Наслідки
Деяким офіцерам і чиновникам вдалося втекти з Комаягуа, серед них були полковник Реміхіо Діас, Хосе Маркес і Франсіско Морасан, яким вдалося утекти до Тегусігальпи де вони зібрали армію в 300 чоловік і рушили назад до Камаягуа надіючись відбити місто. 29 травня вони розбили відправлений по них загін федеральної армії в битві за фазенду Ла Марадіага, однак йти на зустріч переважаючим силам Мілли не наважилися. Після заняття Тегусігальпи Морасана було піймано, однак пізніше відпущено після того як він виплатив заставу за себе, після чого він утік до Нікарагуа. Мілла оголосив, що Еррера припинив бути верховним главою держави Гондурас 18 серпня, і скликав Асамблею, на якій 13 вересня депутати країни обрали Хосе Херонімо Селайя Фіальоса главою держави. Сам Діонісіо де Еррера був відправлений у полон до Гватемали на мулі, зв'язаний крученим шкіряним мотузком, де він перебував в ув'язнені наступні 2 роки.